# Foots Walker
Clarence "Foots" Walker (Southampton, Nueva York, 21 de mayo de 1951) es un exjugador de baloncesto estadounidense que disputó diez temporadas en la NBA. Con 1,83 metros de estatura, jugaba en la posición de base.

## Trayectoria deportiva

### Universidad
Tras pasar dos años en el Community College de Vincennes, jugó durante dos temporadas con los Wolves de la Universidad de Georgia Occidental, en las que promedió 20,9 puntos y 7,4 rebotes por partido. Es el único jugador de su universidad en llegar a ser profesional en la NBA.

### Profesional
Fue elegido en la trigésimo octava posición del Draft de la NBA de 1974 por Cleveland Cavaliers, y también por los Memphis Tams en la segunda ronda del Draft de la ABA, fichando por los primeros. En los Cavs estuvo tres temporadas como suplente de Jim Cleamons en el puesto de base, logrando la titularidad en la temporada 1977-78, cuando Cleamons fichó por los New York Knicks. En su primera temporada en el quinteto inicial promedió 9,0 puntos, 5,6 asistencias y 2,2 robos de balón, marca esta última que suponía la sexta mejor de toda la liga.
Pero su mejor temporada con los Cavs fue la 1979-80, en la cual promedió 9,4 puntos, 8,0 asistencias y 2,0 robos de balón, quedando como tercer mejor pasador de la liga, sólo superado por Micheal Ray Richardson y Tiny Archibald, y nuevamente entre los 10 mejores ladrones de balones.
Antes del comienzo de la temporada siguiente fue traspasado a New Jersey Nets a cambio de Roger Phegley. Allí se perdió la mitad de su primera temporada por lesión. Al año siguiente, jugando como titular en la mayoría de los partidos, promedió 5,9 puntos y 5,2 asistencias por encuentro.
En 1984 fue traspasado junto con dos futuras rondas del draft a los Dallas Mavericks a cambio de Kelvin Ransey, pero finalmente fue descartado, retirándose entonces de las canchas de juego.

## Estadísticas de su carrera en la NBA

### Temporada regular
| Temporada | Edad | Equipo              | Liga | P   | TIT | MIN  | TC  | TCA | %TC  | 3P  | 3PA | %3P  | TL  | TLA | %TL  | R.OF. | R.DEF. | REB | ASIS | ROB | TAP | PER | FP  | PTS  |
| 1974-75   | 23   | Cleveland Cavaliers | NBA  | 72  |     | 14.9 | 1.5 | 3.8 | .404 |     |     |      | 1.1 | 1.6 | .684 | 0.7   | 1.4    | 2.0 | 2.7  | 1.1 | 0.1 |     | 1.8 | 4.2  |
| 1975-76   | 24   | Cleveland Cavaliers | NBA  | 81  |     | 15.8 | 1.8 | 4.6 | .388 |     |     |      | 1.0 | 1.3 | .778 | 0.7   | 1.6    | 2.2 | 3.6  | 1.2 | 0.1 |     | 1.7 | 4.6  |
| 1976-77   | 25   | Cleveland Cavaliers | NBA  | 62  |     | 19.6 | 2.5 | 5.6 | .450 |     |     |      | 1.4 | 1.9 | .774 | 0.9   | 1.7    | 2.6 | 4.1  | 1.3 | 0.1 |     | 2.0 | 6.5  |
| 1977-78   | 26   | Cleveland Cavaliers | NBA  | 81  |     | 30.8 | 3.5 | 7.9 | .448 |     |     |      | 2.0 | 2.7 | .719 | 0.9   | 2.7    | 3.6 | 5.6  | 2.2 | 0.3 | 2.2 | 2.7 | 9.0  |
| 1978-79   | 27   | Cleveland Cavaliers | NBA  | 55  |     | 31.9 | 3.8 | 8.1 | .464 |     |     |      | 2.5 | 3.2 | .783 | 1.1   | 2.5    | 3.6 | 5.8  | 2.4 | 0.3 | 2.3 | 2.8 | 10.1 |
| 1979-80   | 28   | Cleveland Cavaliers | NBA  | 76  |     | 31.9 | 3.4 | 7.5 | .454 | 0.0 | 0.1 | .111 | 2.6 | 3.2 | .802 | 1.0   | 2.8    | 3.8 | 8.0  | 2.0 | 0.2 | 2.1 | 2.7 | 9.4  |
| 1980-81   | 29   | New Jersey Nets     | NBA  | 41  |     | 28.6 | 1.8 | 4.1 | .426 | 0.0 | 0.2 | .222 | 2.1 | 2.7 | .793 | 0.5   | 2.0    | 2.5 | 6.2  | 1.3 | 0.0 | 2.1 | 2.6 | 5.7  |
| 1981-82   | 30   | New Jersey Nets     | NBA  | 77  | 54  | 24.2 | 2.0 | 4.9 | .413 | 0.0 | 0.1 | .333 | 1.8 | 2.5 | .727 | 0.4   | 1.5    | 1.9 | 5.2  | 1.6 | 0.1 | 1.4 | 2.3 | 5.9  |
| 1982-83   | 31   | New Jersey Nets     | NBA  | 79  | 10  | 17.6 | 1.4 | 3.2 | .456 | 0.0 | 0.2 | .167 | 1.5 | 1.9 | .779 | 0.4   | 1.3    | 1.7 | 3.3  | 1.0 | 0.0 | 1.3 | 1.7 | 4.4  |
| 1983-84   | 32   | New Jersey Nets     | NBA  | 34  | 0   | 11.1 | 0.9 | 2.6 | .356 | 0.1 | 0.1 | .400 | 0.7 | 0.8 | .889 | 0.2   | 0.7    | 0.9 | 2.4  | 0.6 | 0.1 | 0.9 | 1.1 | 2.6  |
| Total     |      |                     | NBA  | 658 | 64  | 22.9 | 2.3 | 5.4 | .435 | 0.0 | 0.1 | .227 | 1.7 | 2.2 | .762 | 0.7   | 1.9    | 2.6 | 4.7  | 1.5 | 0.1 | 1.8 | 2.1 | 6.4  |

### Playoffs
| Temp.   | Edad | Equipo              | Liga | P  | MIN | TCA | TC | 3PA | 3P | TLA | TL | R.OF. | REB | ASIS | ROB | TAP | PER | FP | PTS | %TC  | %3P | %FT   | MIN  | PTS  | REB | AST |
| 1975-76 | 24   | Cleveland Cavaliers | NBA  | 13 | 125 | 11  | 27 |     |    | 8   | 10 | 5     | 16  | 23   | 7   | 1   |     | 17 | 30  | .407 |     | .800  | 9.6  | 2.3  | 1.2 | 1.8 |
| 1976-77 | 25   | Cleveland Cavaliers | NBA  | 3  | 95  | 18  | 37 |     |    | 11  | 15 | 4     | 12  | 20   | 4   | 1   |     | 12 | 47  | .486 |     | .733  | 31.7 | 15.7 | 4.0 | 6.7 |
| 1977-78 | 26   | Cleveland Cavaliers | NBA  | 2  | 70  | 10  | 26 |     |    | 5   | 5  | 5     | 7   | 10   | 3   | 2   | 6   | 7  | 25  | .385 |     | 1.000 | 35.0 | 12.5 | 3.5 | 5.0 |
| 1982-83 | 31   | New Jersey Nets     | NBA  | 2  | 36  | 2   | 6  | 0   | 0  | 3   | 3  | 0     | 0   | 11   | 0   | 0   | 2   | 1  | 7   | .333 |     | 1.000 | 18.0 | 3.5  | 0.0 | 5.5 |
| 1983-84 | 32   | New Jersey Nets     | NBA  | 2  | 4   | 0   | 1  | 0   | 0  | 0   | 0  | 0     | 0   | 0    | 0   | 0   | 0   | 0  | 0   | .000 |     |       | 2.0  | 0.0  | 0.0 | 0.0 |
| Total   |      |                     | NBA  | 22 | 330 | 41  | 97 | 0   | 0  | 27  | 33 | 14    | 35  | 64   | 14  | 4   | 8   | 37 | 109 | .423 |     | .818  | 15.0 | 5.0  | 1.6 | 2.9 |